# Clyzomedus laosensis
Clyzomedus laosensis är en skalbaggsart som beskrevs av Stefan von Breuning 1965. Clyzomedus laosensis ingår i släktet Clyzomedus och familjen långhorningar.
Artens utbredningsområde är Laos. Inga underarter finns listade i Catalogue of Life.